# المبرك (ريمة)
المبرك هي إحدى قرى مديرية بلاد الطعام عزلة بني عمر بمحافظة ريمة اليمنية، بلغ تعداد سكانها 1059 نسمة حسب الإحصاء الذي جرى عام 2004.